# Cheshire (Connecticut)
Cheshire ist eine Stadt im New Haven County im US-Bundesstaat Connecticut, Vereinigte Staaten. Das U.S. Census Bureau ermittelte bei der Volkszählung 2020 eine Einwohnerzahl von 28.733.
Das Stadtgebiet hat eine Größe von 86,5 km².

## Geschichte
Cheshire wurde von direkt einwandernden Europäern gegründet und war ein Teil von Wallingford. 1780 machte sich Cheshire selbständig, und für die nächsten 170 Jahre blieb sie eine kleine aber unabhängige Stadt. Cheshires Beiname ist Bedding Plant Capitol of Connecticut, da hier viele der größten Beet- und Balkonpflanzen Gärtnereien Connecticuts angesiedelt sind. Mit der Cheshire Academy hat auch eine renommierte Privatschule hier ihre Heimat gefunden.

## Schulen
- Darcey School
- Chapman Elementary School
- Doolittle Elementary School
- Highland Elementary School
- Norton Elementary School
- Dodd Middle School
- Cheshire High School

## Söhne und Töchter der Stadt
- James Van Der Beek (* 1977), Schauspieler
- Samuel A. Foot (1780–1846), Politiker
- Seabury Ford (1801–1855), Politiker
- Matt Generous (* 1985), Eishockeyspieler
- George Hall (1770–1840), Jurist und Politiker
- Peter Hitchcock (1781–1853), Jurist und Politiker
- John Frederick Kensett (1816–1872), Maler
- Rollin Carolas Mallary (1784–1831), Politiker
- Robert Malloy (* 1986), US-amerikanisch-australischer Eishockeyspieler
- John C. Nemiah (1918–2009), Psychiater und Psychoanalytiker
- Sherman Page (1779–1853), Jurist und Politiker